# 中森康弘
中森 康弘（なかもり やすひろ、1961年〈昭和36年〉6月10日 - ）は、公益財団法人愛知・名古屋アジア・アジアパラ競技大会組織委員会副事務局長（公益財団法人日本オリンピック委員会より出向）。その他、日本体育・スポーツ政策学会理事、日本オリンピック・アカデミー理事・副会長、一般財団法人日本スポーツマンクラブ財団理事、国際eスポーツ連盟マーケティング・コミュニケーション委員会委員を務める。愛知県出身。

## 経歴

### 出自
愛知県豊川市生まれ。豊川市立御油小学校、豊川市立西部中学校、愛知県立国府高等学校を卒業後、筑波大学に進学。同大学体育専門学群卒、筑波大学大学院体育研究科修了。

### 日本体育協会へ
1985年、財団法人日本体育協会へ就職し、指導者育成事業を担当。1991年、JOC完全独立に伴いJOCへ移籍。1992年まで、選手強化事業を担当。1993年からオリンピックムーブメント・広報事業と国際事業を担当。1995年9月からジャパン･オリンピック･マーケティング㈱（JOM）社長室長。アトランタ、長野、シドニーに関するマーケティングとJOC新マーケティングプログラムを担当。

### 東京オリンピック・パラリンピック招致へ向けて
2002年より国際部で選手団派遣事業、国際交流事業に携わり、2005年10月より、オリンピック招致推進室長、2006年11月から2009年11月まで特定非営利活動法人東京オリンピック・パラリンピック招致委員会事務次長。同年11月より総合企画国際部長、会長室長を兼務。2011年9月より東京オリンピック・パラリンピック招致委員会理事。2012年、招致活動のためスイス・ローザンヌへ派遣。2013年9月7日、ブエノスアイレスで2020年大会開催決定。

### 東京オリンピック・パラリンピック招致後
同年10月より国際部長、2014年4月より広報企画部長兼東京2020大会準備室長。2017年7月より強化第二部長として味の素ナショナルトレーニングセンターにおいて選手強化、JOCスポーツアカデミー事業を統括。

### アジア競技大会、アジアパラ競技大会開催に向けて
2023年4月より、2026年に開催が予定されている2026年アジア競技大会、2026年アジアパラ競技大会に向け、公益財団法人愛知・名古屋アジア・アジアパラ競技大会組織委員会へ派遣され、副事務局長を務める。